# Subaru G4e

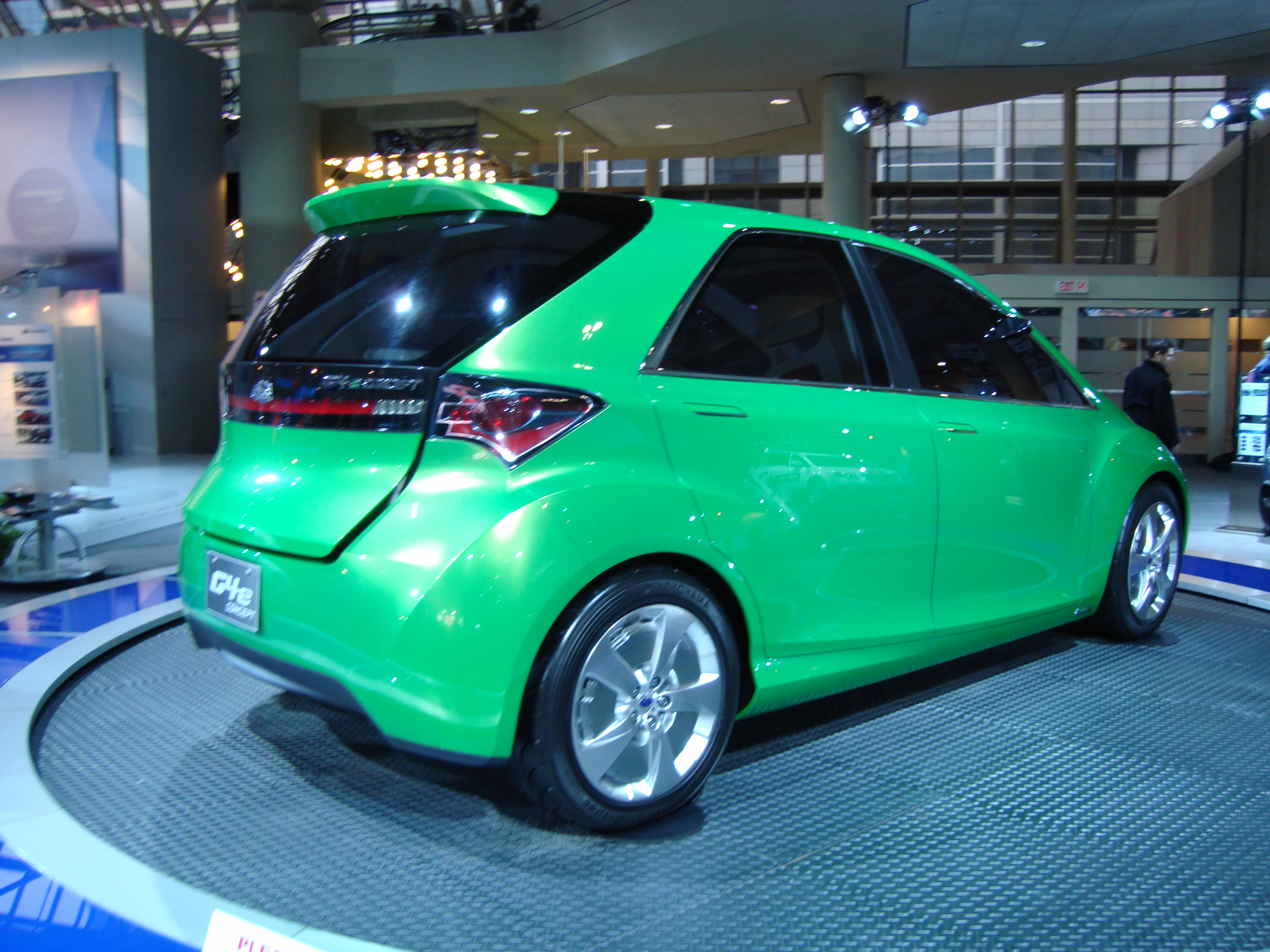

O G4e é um modelo elétrico conceitual apresentado pela Subaru na edição de 2008 do Paris Motor Show. O motor eléctrico tem uma autonomia de 200 km. O G4e é um familiar compacto de cinco lugares.